# خدمات چکیده‌های شیمی
خدمات چکیده‌های شیمی(به انگلیسی: Chemical Abstracts Service) یک از زیر شاخه‌های انجمن شیمی آمریکای است که در سال ۱۹۰۷ میلادی تأسیس شد. یکی از شناخته شده‌ترین خدمات این نهاد شماره ثبت سی‌ای‌اس است که جهت شناسایی مواد شیمیایی استفاده می‌شود. دفتر اصلی سی‌ای‌اس همکنون در کلمبوس، اوهایو ایالات متحده آمریکا واقع شده‌است.